# روبرت سميثسون
روبرت سميثسون (بالإنجليزية: Robert Smithson) (و. 1938 – 1973 م) هو نحات، وفنان، وفنان أرضي، ومصور أمريكي، شارك في دوكومنتا 5 ‏، توفي في أماريلو، عن عمر يناهز 35 عاماً، بسبب حادث مرور.

## معرض صور

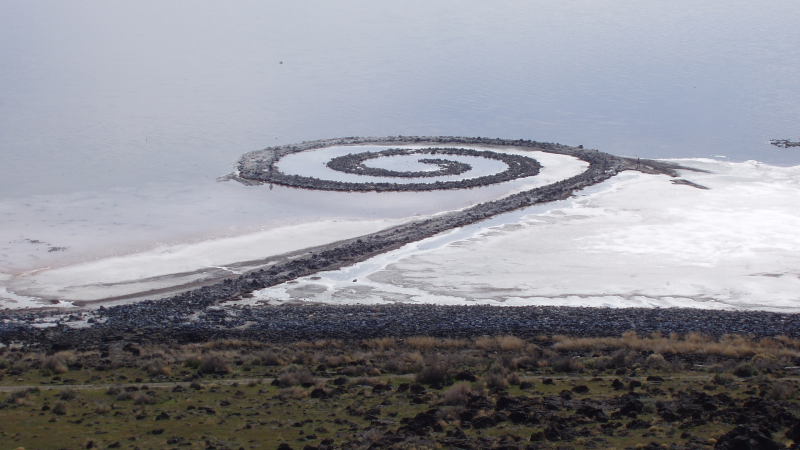
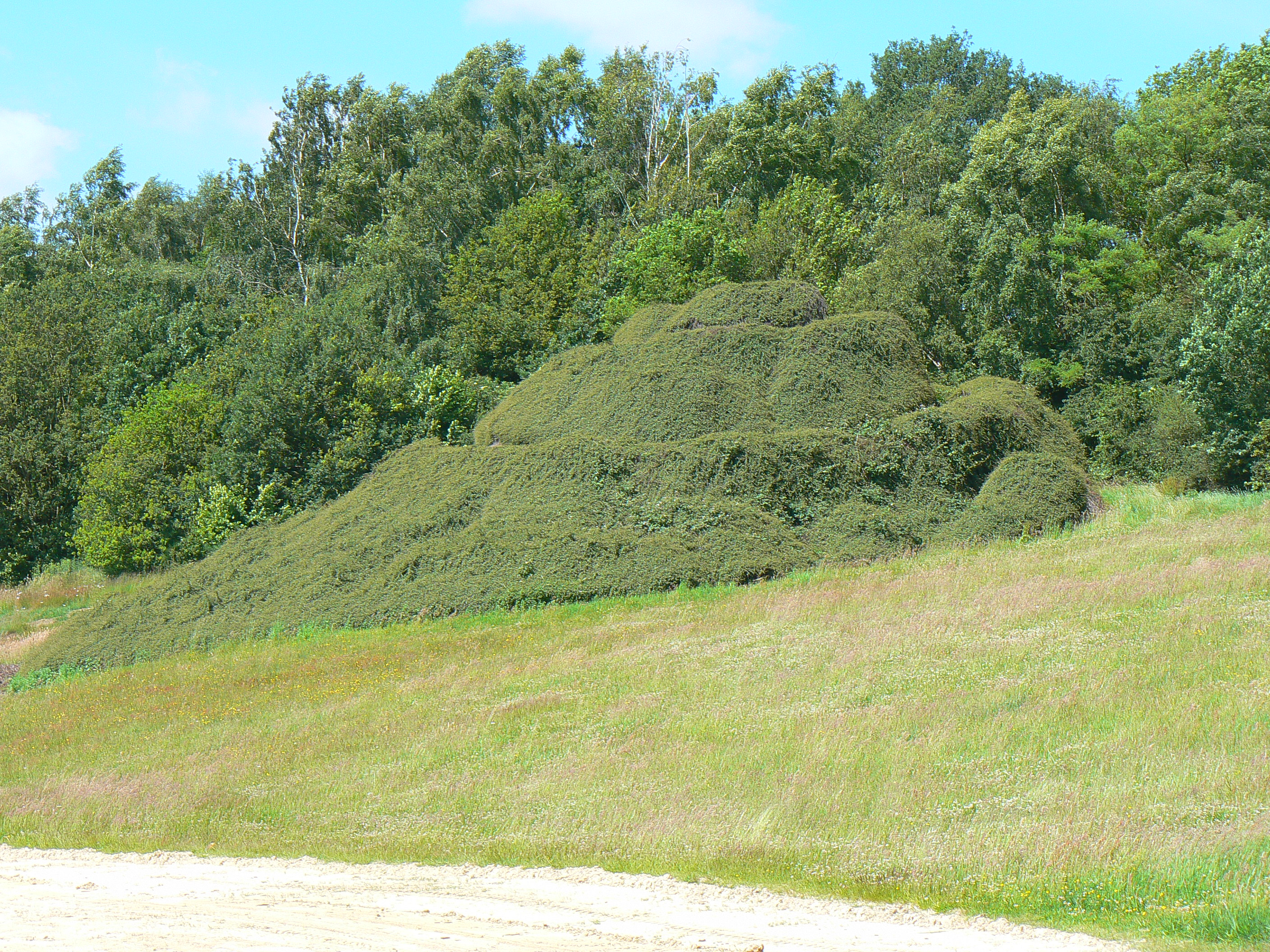
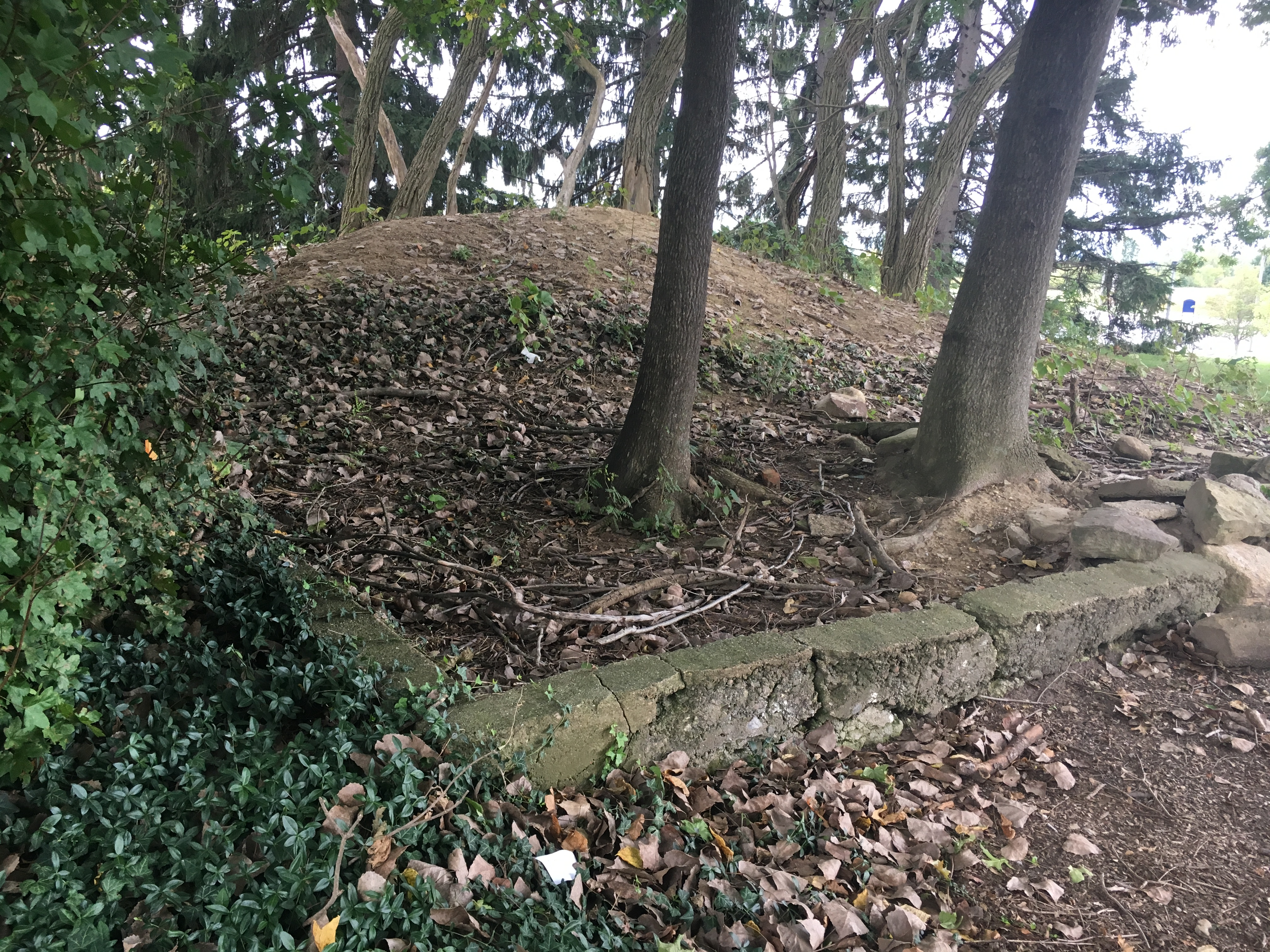
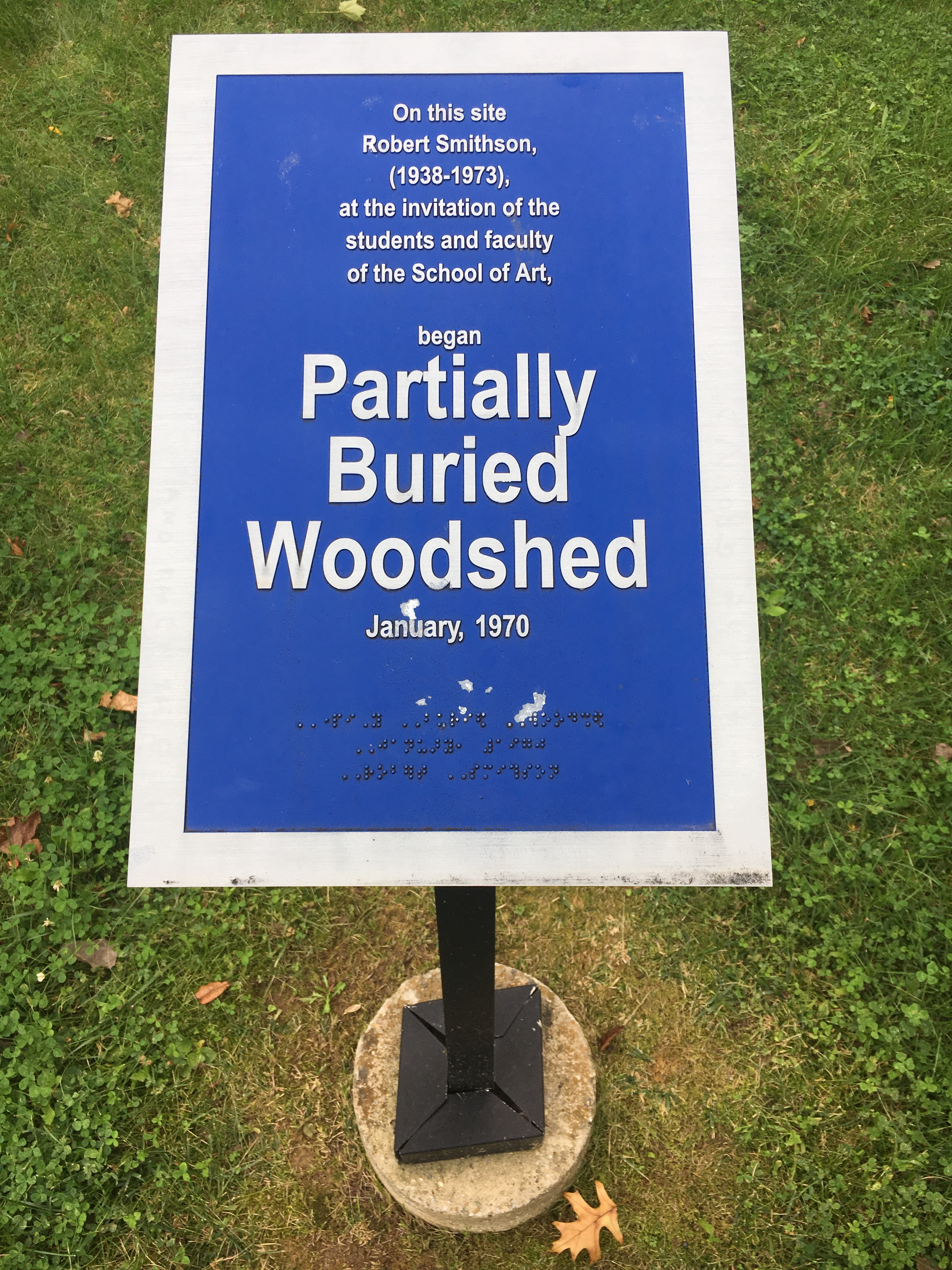
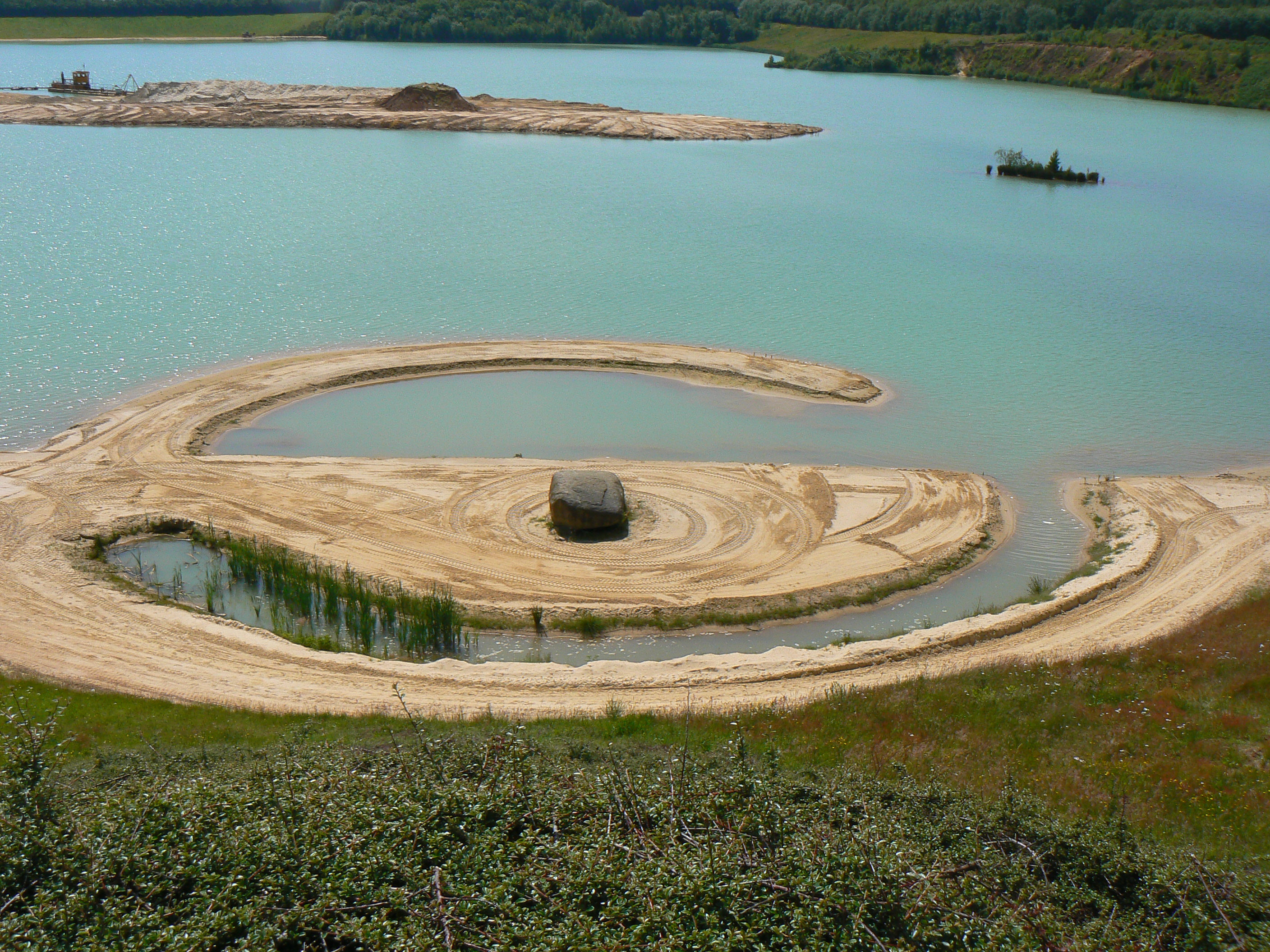

## التعليم
تعلم في رابطة طلاب الفن في نيويورك.

## روابط خارجية
- روبرت سميثسون على موقع الموسوعة البريطانية (الإنجليزية)
- روبرت سميثسون على موقع ديسكوغز (الإنجليزية)